# ナンヨウキンメ
ナンヨウキンメ (学名: Beryx decadactylus )はキンメダイ科に属する深海性の中型海水魚である。熱帯・亜熱帯を中心とした世界中の海に生息し、日本にも南日本を中心に生息する。同属種のキンメダイによく似るが、体高が高く、強く側扁した体型を持つことで区別できる。水深110-1000 mの海底近くを群れを作って泳ぎ、無脊椎動物や小魚を捕食する。漁業の対象となることもあるが、むしろキンメダイを対象とした漁業で混獲されることが多い。食用になるが市場価値はキンメダイほど高くはない。

## 分類と名称

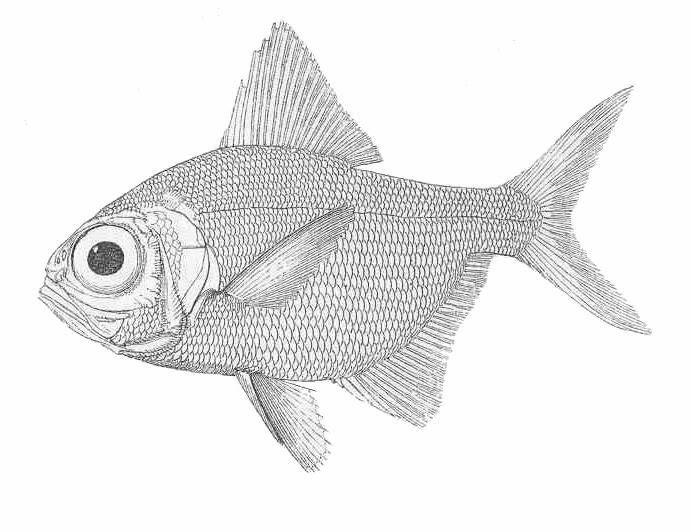
1880年に描かれた本種の図版

ナンヨウキンメはキンメダイ目キンメダイ科のキンメダイ属に属する3種のうちの1種である。
本種は1829年に、フランスの博物学者ジョルジュ・キュヴィエが著した22巻にも及ぶ魚類の目録"Histoire naturelle des poissons"の第3巻において初記載された。本種の現在有効な学名はBeryx decadactylus である。種小名のdecadactylus はギリシャ語で「10本の指」という意味である。
標準和名のナンヨウキンメの他に、関東の魚市場ではヒラキンメやイタキンメとも呼ばれる。これは本種が同属種のキンメダイ(B. splendens )に比べて強く側扁した体型を持つことに由来する呼称だと考えられる。

## 形態
本種は眼が大きく、楕円形で強く側扁した体型を示す。体高が高く、体長は体高の1.9-2.5倍程度である。最もよくみられるのは全長35 cmほどの個体であるが、最大で全長100 cmに達するともされる。記録されている最大の体重は2.5 kgである。幼魚では頭部の眼前に強大なとげがあるが、成魚ではあまりみられない。背鰭は4棘条18-20軟条から、臀鰭は4棘条25-30軟条からなる。臀鰭の基底はやや丸みを帯び、尾鰭は深く二叉する。鱗はやや大きく、側線上にある鱗の数は52-62と少ない。
体色は背側では深赤色で、腹側では橙色を帯びる。その他の部分は主に銀色を帯びたピンク色で、胸部はやや黄色味を帯びる。口腔内と鰭は鮮やかな赤色である。このように鮮やかな赤い色は、赤い光が届きにくい深海環境への適応としてキンメダイの仲間以外の多くの種でもみられるものである。

### 同属種との識別
同属種よりも明らかに体高が高いことから識別できる。キンメダイと比べると強く体が側扁しているのも識別に役立つ。より正確には背鰭の軟条数が多いこと、頭部のとげが強大なことも識別形質となる。

## 分布と生息環境
ナンヨウキンメは亜熱帯・熱帯域を中心としながらも世界中に生息し、北緯70°から南緯48°までの海域で報告されている。大西洋では北はグリーンランドやアイスランドから南はブラジルや南アフリカまで生息が確認されている。インド太平洋でも南アフリカから東へ日本やオーストラリア、ニュージーランドまで生息する。東太平洋のアルゼンチン沖や、ハワイにおいても報告例がある。 西太平洋での記録は比較的少ないが、これはこの地域で深海における漁業があまり行われていないためだと考えられており、実際には相当数が生息しているとみられる。
日本に置いては青森県から土佐湾までの太平洋沿岸と、佐渡以南の日本海沿岸で散発的にみられるほか、九州・パラオ海嶺、東シナ海の大陸棚の縁辺域などに生息するとされる。
水深110-1000 mの大陸棚や大陸斜面に生息する。日周鉛直移動を行い、日中は深海域で過ごすが夜になるとより浅い海域へ移動する。水深200-400 mの水温24℃ほどの海域で最もよくみられるが、地域によって生息する水深は異なる。東大西洋では水深100-972 mで記録されているが、水深350-600 mで特に多い。インド太平洋ではより深い海域でみられ、最も深くて水深1000 mでもみられる。

## 生態

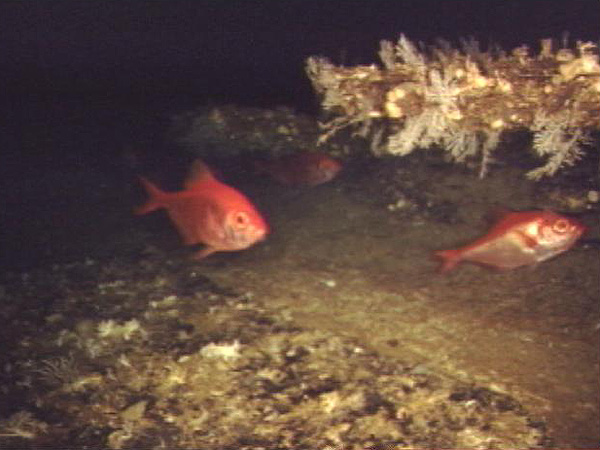
ナンヨウキンメは海底近くで捕食を行う。

生態に関しては同属種のキンメダイほど研究は進んでいないものの、本種もキンメダイと類似した生態を示すと考えられている。本種は底層遊泳魚であり、深海の海山上、特に深海性サンゴの近くで群れを作って泳ぐことが多い。日周鉛直移動を行い、夜には浅い海域へ移動する。大きな回遊はしないと考えられている。主に甲殻類や頭足類、小魚などを捕食し、中でも小魚を最も多く捕食対象とする。食性に関してはキンメダイと異なる点が多く、本種はキンメダイはよりも消化が速く、より多くの種類の生物を捕食対象とする。
産卵は6月から9月にかけての夏の間に起こるが、オスは一年を通じて繁殖可能な状態にある。この長い産卵期の間に、1匹のメスは多数回産卵を行う（バッチ産卵）。卵は表層浮性卵で、そこから生まれる仔魚も水面近くを漂う。卵は産卵後27時間ほどで孵化し、生まれてくる仔魚の大きさは標準体長で1.5-3.0 mmほどである。仔魚は脳の近くに色素胞があることで近縁種の仔魚と区別できる。仔魚は標準体長3.7-6.0 mmで屈曲期に達し、標準体長15 mmになる頃には鰭条と鱗が完全に発達する。この段階の稚魚は、腹鰭の軟条および背鰭前方の棘条が伸長することと、浮き袋の近くに色素胞があることで、よく似るキンメダイの稚魚と識別できる。稚魚は仔魚よりも深い海域に生息するが、数ヶ月の間は中層を泳ぎ、その後成魚と同様に底層で暮らすようになる。孵化から4年、全長約30 cmで性成熟に達する。性成熟時の体サイズは平均するとメスの方がオスよりも大きい。他のキンメダイ科魚類と同様、成長は遅い。正確な寿命については不明だが、69歳の個体が捕獲されたことがあり、最大で85年程度生存できるという推定がなされている。

## 人間との関係

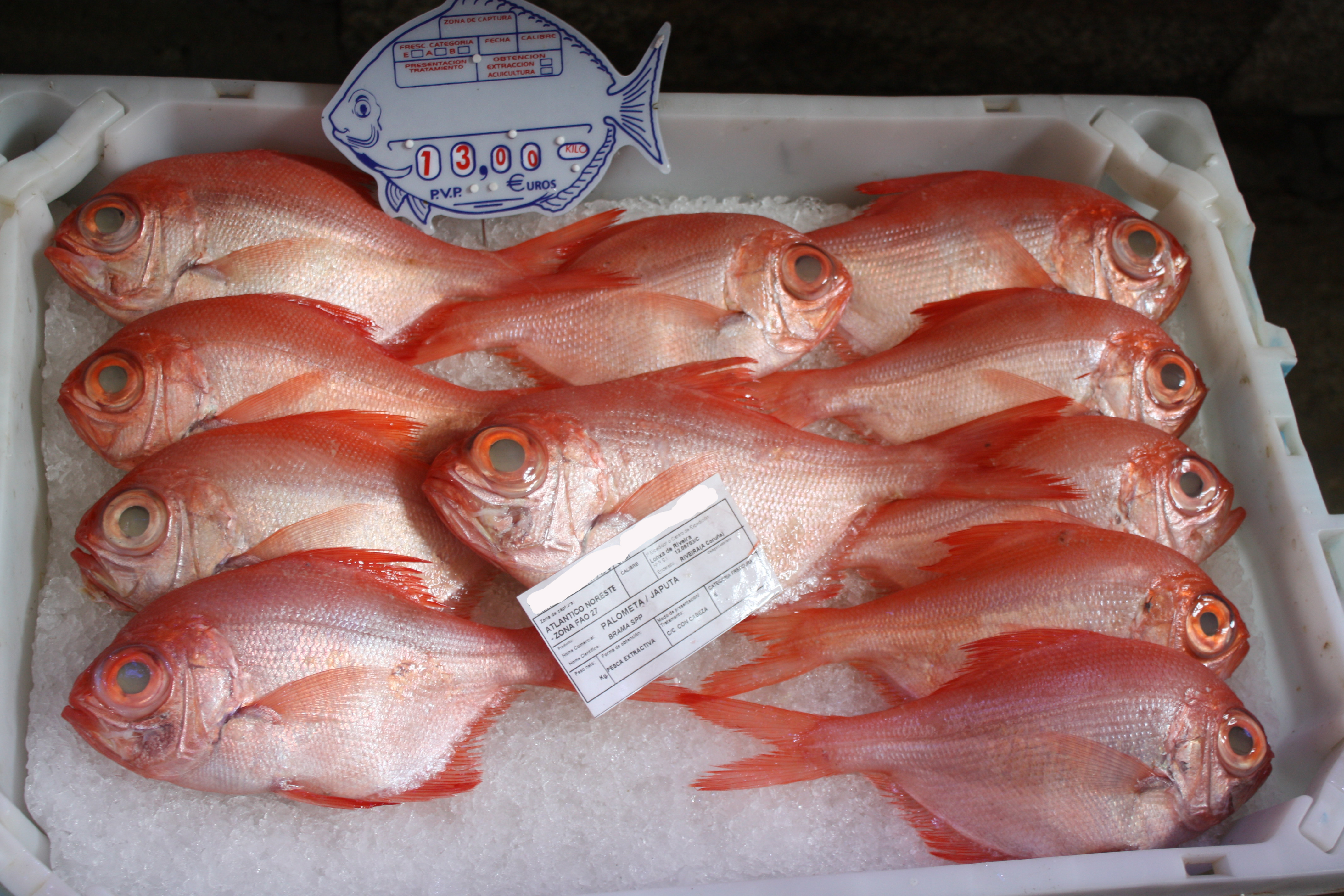
販売されているナンヨウキンメ

ナンヨウキンメは経済的に重要な種で、商業漁業の対象になる。深海トロール漁や深海延縄漁などによって漁獲される。本種が漁獲されている地域として、東大西洋ではスペインやモーリタニア、カナリア諸島、西大西洋ではアメリカ合衆国南東部、インド太平洋では日本やレユニオンなどが挙げられる。キンメダイを狙った漁業で混獲されることも多いが、漁獲量のデータでは本種とキンメダイが区別されていないことが多い。このことから、本種の個体数は漁業による影響を想定以上に受けているのではないかとの懸念も表明されている。キンメダイ属の3種（本種とキンメダイ、およびフウセンキンメB. mollis ）の中でも、世界的にはキンメダイが最も多く漁獲されているが、一部の地域では本種も相当量が漁獲されており、特にアメリカ南東部ではキンメダイ属魚類の漁獲量のうち本種がその95%を占めている。日本ではキンメダイ漁の混獲によって漁獲されることが多く、漁獲量は多くない。駿河湾などでは釣りによって捕獲されることもある。食用になりキンメダイと同様の方法で利用されるが、体は薄くて肉量が少なく、市場価値や味はキンメダイに劣るとされる。
IUCNは、本種の生息域は非常に広いため絶滅の危険性は低いとして、本種の保全状態評価を軽度懸念(LC)と評価している。しかし同時に、深海トロール漁による深海サンゴへの被害などにより、今後本種の生息域が脅かされる危険性も指摘している。